# Céfixime
Le céfixime est une molécule antibiotique. C’est une céphalosporine de troisième génération, commercialisée en France en tant que médicament générique ou sous le nom d’Oroken (ou Ofiken).
C’est l’une des seules molécules de sa classe (C3G) à être utilisable par voie orale (avec le cefpodoxime).

## Mode d'action
Le céfixime inhibe la PLP, enzyme permettant la synthèse du peptidoglycane bactérien.

## Divers
Le céfixime fait partie de la liste des médicaments essentiels de l’Organisation mondiale de la santé (liste mise à jour en avril 2013).